# Автоматичне повторне ввімкнення
Автоматичне повторне вмикання, автоматичне повторне ввімкнення, АПВ  — один із засобів електроавтоматики, що повторно через певний час вмикає вимикач, який вимкнувся від дії захисту.

## Застосування
Всі пошкодження в електричній мережі можна умовно розподілити на два типи: стійкі та нестійкі. До стійких пошкоджень стосуються такі, для усунення яких потрібне втручання оперативного персоналу або аварійної бригади. Такі пошкодження не самоусуваються з часом, робота пошкодженої ділянки мережі неможлива. До таких пошкоджень належать: обриви проводів, пошкодження ділянок ліній, опор ЛЕП, пошкодження електричних апаратів.
Нестійкі пошкодження відзначаються тим, що вони самоусуваються протягом короткого проміжку часу після їхнього виникнення. Такі пошкодження можуть статися, наприклад, під час випадкового доторку проводів. Утворювана при цьому електрична дуга не встигає завдати серйозних пошкоджень, через те, що за невеликий проміжок часу після виникнення короткого замикання, електричне коло знеструмлюється дією релейного захисту. Досвід свідчить, що частка нестійких пошкоджень становить 50-90% від кількості всіх пошкоджень.
Увімкнення вимкненої ділянки мережі під напругу, називається повторним вмиканням. Залежно від того, чи залишилась ця ділянка мережі в роботі або ж знову вимкнулась, повторні вмикання поділяють на успішні та неуспішні. Відповідно, успішне повторне увімкнення свідчить про нестійку властивість пошкодження, а неуспішне про те, що пошкодження було стійким.
Для того, щоби скоротити і автоматизувати повторне увімкнення, застосовують пристрої автоматичного повторного вмикання (АПВ).
Пристрої АПВ отримали широке застосування в електричних мережах. Їх використання в поєднанні з іншими засобами релейного захисту та автоматики, дозволило цілком автоматизувати багато підстанцій, позбавляючи від потреби тримати там оперативних робітників. Водночас, в ряді випадків АПВ дозволяє уникнути важких наслідків від помилкових дій обслужного персоналу або помилкових спрацьовувань релейного захисту на захисній ділянці.
У ПУЕ зазначено, що пристроями АПВ повинні в обов'язковому порядку забезпечуватися всі повітряні і кабельно-повітряні лінії з робочою напругою 1 кВ і вище. Крім того, пристроями АПВ забезпечуються трансформатори, збірні шини підстанцій і електродвигуни.
Пристрої АПВ повинні бути виконані таким чином, щоб вони не діяли у разі:
1. Вимкнення вимикача працівниками віддалено або за допомогою телекерування;
2. Автоматичного вимкнення релейним захистом безпосередньо після вмикання персоналом дистанційно або за допомогою телекерування;
3. Вимкнення вимикача захистом від внутрішніх пошкоджень трансформаторів і машин, що мають обертові частини, пристроями протиаварійної автоматики, а також у разі вимкнення вимикача, коли дія АПВ недопустима.

## Класифікація
Залежно від кількості фаз, на які діють пристрою АПВ, їх поділяють на:
- однофазне АПВ - вмикає одну вимкнену фазу (у разі вимкнення через однофазне коротке замикання).
- трифазне АПВ - вмикає всі три фази ділянки електричного кола.
- суміщене АПВ - вмикає одну або три фази залежно від виду пошкодження ділянки мережі.

Трифазні пристрої АПВ, можуть залежно від умов роботи мережі, поділятися на:
- прості (ТАПВ);
- несинхронні (НАПВ);
- швидкодійні (ШАПВ);
- з перевіркою наявності напруги (АПВНН);
- з перевіркою відсутності напруги (АПВВН);
- з очікуванням синхронізму (АПВОС);
- з уловлюванням синхронізму (АПВУС);

- в поєднанні з самосинхронізацією генераторів і синхронних компенсаторів (АПВС).

Особливим різновидом АПВ, є частотне автоматичне повторне вмикання (ЧАПВ).
Залежно від того, яку кількість разів поспіль, треба зробити повторне увімкнення, АПВ поділяються на АПВ одноразової дії, дворазової та інше. Найбільшого поширення набули АПВ одноразової дії, проте у низці випадків, застосовуються АПВ з іншою кратністю дії.
За способом впливу на вимикач, АПВ можуть бути:
- механічні - вони вбудовуються в пружинний привід вимикача.
- електричні - впливають на електромагніт вмикання вимикача.

Оскільки механічні АПВ працюють без витримки часу, їх використання було визнано недоцільним, і в сучасних схемах захисної автоматики використовуються лише електричні АПВ.
За типом обладнання, яке підлягає АПВ поділяються відповідно на АПВ ліній, АПВ шин, АПВ електродвигунів і АПВ трансформаторів.

## Спосіб дії АПВ
Впровадження схем АПВ може бути різним, це залежить від певного випадку, в якому схему застосовують. Один із способів, який застосовується в автоматиці вимикачів ПЛ напругою до 220 кВ, полягає в порівнянні положення ключа керування вимикачем і стану цього вимикача. Тобто, якщо на схему АПВ надходить сигнал, що вимикач вимкнувся, а з боку керувального вимикачем ключа приходить сигнал, що ключ в положенні «увімкнено», то це означає, що сталося незаплановане (наприклад, аварійне) вимкнення вимикача. Цей спосіб застосовується для того, щоби усунути спрацьовування пристроїв АПВ у випадках, коли відбулося заплановане вимкнення вимикача.

## Вимоги до АПВ
До схем і пристроїв АПВ застосовується низка обов'язкових вимог, пов'язаних із забезпеченням надійності електропостачання. До цих вимог належать:
- АПВ повинно обов'язково спрацьовувати у разі аварійного вимкнення на захищеній ділянці мережі.
- АПВ не повинно спрацьовувати, якщо вимикач вимкнувся одразу після його вмикання ключем керування. Подібне вимкнення свідчить про те, що в схемі присутнє стійке пошкодження, і спрацьовування пристрою АПВ, може ще дужче погіршити становище. Для виконання цієї вимоги роблять так, щоби пристрої АПВ набували готовність лише за кілька секунд після вмикання вимикача. Водночас, АПВ не повинно спрацьовувати під час оперативних перемикань, що здійснюються персоналом.
- Схема АПВ повинна автоматично блокуватися у раз спрацьовування низки захистів (наприклад, після дії газового захисту трансформатора, спрацьовування пристроїв АПВ небажано).
- Пристрої АПВ повинні спрацьовувати із заданою кратністю. Тобто одноразове АПВ повинно спрацьовувати 1 раз, дворазове - 2 рази тощо.
- Після успішного увімкнення вимикача, схема АПВ повинна обов'язково самостійно повернутися до стану готовності.[2]
- АПВ мусить спрацьовувати з виставленою витримкою часу, забезпечуючи якнайшвидше відновлення живлення на вимкненій ділянці мережі. Здебільшого, ця витримка дорівнює 0,3-5 с. Однак, слід зазначити, що у низці випадків, доцільно уповільнювати роботу АПВ до кількох секунд.